# New Paris (Pensilvania)
New Paris es un borough ubicado en el condado de Bedford en el estado estadounidense de Pensilvania. En el año 2000 tenía una población de 214 habitantes y una densidad poblacional de 1,605.5 personas por km².

## Geografía
New Paris se encuentra ubicado en las coordenadas 40°06′27″N 78°38′40″O / 40.10750, -78.64444.

## Demografía
Según la Oficina del Censo en 2000 los ingresos medios por hogar en la localidad eran de $34,792 y los ingresos medios por familia eran $34,375. Los hombres tenían unos ingresos medios de $28,750 frente a los $21,042 para las mujeres. La renta per cápita para la localidad era de $13,279. Alrededor del 7.9% de la población estaba por debajo del umbral de pobreza.